# Brève du Bengale
Pitta brachyura
Espèce
Statut de conservation UICN

 LC  : Préoccupation mineure
La Brève du Bengale (Pitta brachyura) est une espèce de passereau appartenant à la famille des Pittidae.